# Pricolici
Un Pricolici (pronunciat en romanès /pri.koˈlit͡ʃʲ/) (la mateixa forma en plural) és una fusió entre home llop i vampir al folklore romanès. És semblant a un vârcolac, tot i que aquest últim de vegades simbolitza un goblin, mentre que el pricolici sempre té unes característiques semblants al llop. La primera referència que es té dels pricoloci és del 1716 en un manuscrit en llatí sobre la història de Moldàvia en què un pricolici es posa al mateix nivell d’un home-llop.
Els pricolici, s'assemblen als strigoi, són ànimes no morts que han sortit de la tomba per fer mal a les persones vives. Tot i que un strigoi posseeix qualitats antropomòrfiques similars a les que tenia abans de la mort, un pricolici sempre s’assembla a un llop. Sovint es diu que els homes maliciosos i violents esdevenen pricolici després de la mort, per tal de continuar fent mal a altres humans.
Alguns folklores romanesos afirmen que els pricolici són homes llop a la vida i després de morir, es tornen com a vampirs. Això també dona lloc a la llegenda dels vampirs que es poden convertir en animals com llops, gossos o mussols i ratpenats. El tema comú de tots aquests animals és que són caçadors nocturns molt semblants als vampirs.
Fins i tot recentment, molta gent que viu a les zones rurals de Romania ha afirmat haver estat atacada amb brutalitat per llops anormalment grans i ferotges. Pel que sembla, aquests llops ataquen silenciosament, inesperadament i només objectius solitaris. Les víctimes d’aquests atacs solen afirmar que el seu agressor no era un llop comú, sinó un pricolici que ha tornat a la vida per continuar causant estralls.
Es desconeix l'etimologia de la paraula, tot i que probablement té orígens dacis.